# Facetime
Facetime, av företaget skrivet FaceTime, är ett videosamtals- och IP-telefoni-program utvecklat av Apple för Iphone (version Iphone 4 och nyare), fjärde generationens Ipod Touch, datorer med operativsystemet Mac OS X 10.6.4 eller senare, samt Ipad 2 och nyare. Dagens inbyggda webbkameror som inkluderas i Apples datorer kallas Facetime HD.

## Historia
Produktnamnet "Facetime" köptes av Apple från företaget Facetime Communications, som i samband med det bytte namn till Actiance. Facetime tillkännagavs av Apples dåvarande VD Steve Jobs under hans huvudtal på Worldwide Developers Conference (WWDC) den 7 juni 2010 i samband med presentationen av Iphone 4. Till en början hade Facetime endast stöd för dataöverföring via Wi-Fi, men lanseringen av IOS version 6 medförde också stöd för 3G och 4G. Modellerna Iphone 4 och Ipad 2 har dock inte stöd för Facetime över mobildata, oavsett operativsystem.